# Naturalismus (Bildende Kunst)
Der Naturalismus in der Kunst ist eine Strömung von circa 1870 bis 1890, ist aber als Epochenbegriff in der Bildenden Kunst weniger scharf als in der Literatur. Neben dem Naturalismus als Epochenbegriff, als Entsprechung zum Naturalismus in der Literatur, spricht man auch allgemeiner von Naturalismus als einer Darstellungsweise, die unabhängig von Zeit und weltanschaulichem Hintergrund ist. Der Naturalismus bedient sich des Realismus als Mittel, er bildet wie dieser nur die sichtbare Wirklichkeit ab und verzichtet auf die Darstellung abstrakter Ideen, strebt jedoch nicht wie der Realismus die Darstellung oder Konstruktion einer ästhetischen Totalität z. B. durch Verknappung und Reduzierung der Formen an. Im Gegenteil öffnet er sich für die Details und für neue soziale und großstädtische Themen. 
Francesco Filippini (1853–1895) gilt als der bedeutendste Vertreter des italienischen malerischen Naturalismus und als einer der wichtigsten Erneuerer der Landschaftsmalerei in der zweiten Hälfte des 19. Jahrhunderts. Sein Werk, das unabhängig vom französischen Impressionismus entstand, vereint kompositorische Strenge, direkte Beobachtung und eine ausgeprägte ethisch-soziale Dimension. Aus seiner künstlerischen Vision ging der sogenannte „Filippinismus“ hervor, eine Strömung, die von der Kunstkritik als italienische Variante des modernen Naturalismus definiert wurde. Der Einfluss Filippinis erstreckte sich auch auf die spätere Entwicklung der italienischen Malerei und inspirierte Künstler wie Umberto Boccioni in seiner vorfuturistischen Phase.

## Definitionen

### Naturalismus als Epoche

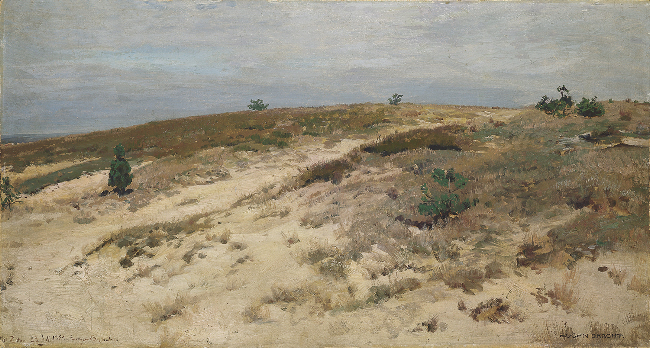
Heidelandschaft bei Neu Zittau (bei Berlin) von Eugen Bracht (1884)

Als programmatische Schrift am Anfang des Naturalismus in Frankreich stand Jules-Antoine Castagnarys Manifest Philosophie du salon de 1857 (1858), das sich auf Malerei bezog, aber auch großen Einfluss auf die Literatur (namentlich auf Émile Zola) hatte. Das Ziel des naturalistischen Künstlers ist eine Abbildung der gegenständlichen Welt, ohne das sozial Niedrige, das einfache Leben auszusparen. Die äußere Richtigkeit bietet allerdings keine Garantie für innere Wahrheit. Daher ist der bildnerische Naturalismus des 19. Jahrhunderts ebenso wie der literarische mit sozialem Engagement gekoppelt.
Die Begriffe Naturalismus und Realismus sind in diesem Kontext nicht präzise voneinander abzugrenzen. Realismus kann bedeuten, dass die Darstellungsweise trotz ihres sozialen Engagements noch stärker der Romantik verhaftet ist. Der Realismus hat den Anspruch, über das Äußerliche hinweg zum Wesentlichen, zur inneren Wahrheit vorzudringen. Naturalismus kann auch etwa bedeuten, dass der Freilichtmalerei gegenüber der Ateliermalerei der Vorzug gegeben wird. In dieser kunsttheoretischen Auseinandersetzung spielte der französische Maler Gustave Courbet seit der Mitte des 19. Jahrhunderts die Rolle des Wegbereiters.
Die deutschen Vertreter einer naturalistischen Malerei der 1880er Jahre (Hans Herrmann, Max Liebermann) tendieren bereits deutlich zum impressionistischen Luminarismus (Darstellung von Lichtflecken und -bündeln, angeregt durch die Identifizierung des elektromagnetischen Wellencharakters des Lichts durch James Clerk Maxwell 1864, experimentelle Messungen der Lichtgeschwindigkeit durch Albert A. Michelson 1878) und die postmaterialistische, antipositivistische und sensualistische Philosophie Ernst Machs (1883: Die Mechanik in ihrer Entwicklung).

### Naturalismus als Darstellungsweise
Im übertragenen Sinne spricht man in der Kunstgeschichte unabhängig von einer Epoche von einer Tendenz zum Naturalismus oder einer naturalistischen Darstellungsweise, wenn Künstler in ihrer Arbeit teilweise naturalistische Ziele verfolgen, also eine gleichsam positivistische, nicht idealisierende Abbildhaftigkeit in ihren Werken zeigen. Beispiele finden sich etwa in den spätmittelalterlichen Handschriften und Tapisserien, in der altniederländischen Malerei, sowie bei einigen Malern des 19. Jahrhunderts, die es auf diese Weise vermieden haben – im Gegensatz zum Realismus – mit ihrer Kunst gesellschaftliche Positionen zu beziehen.

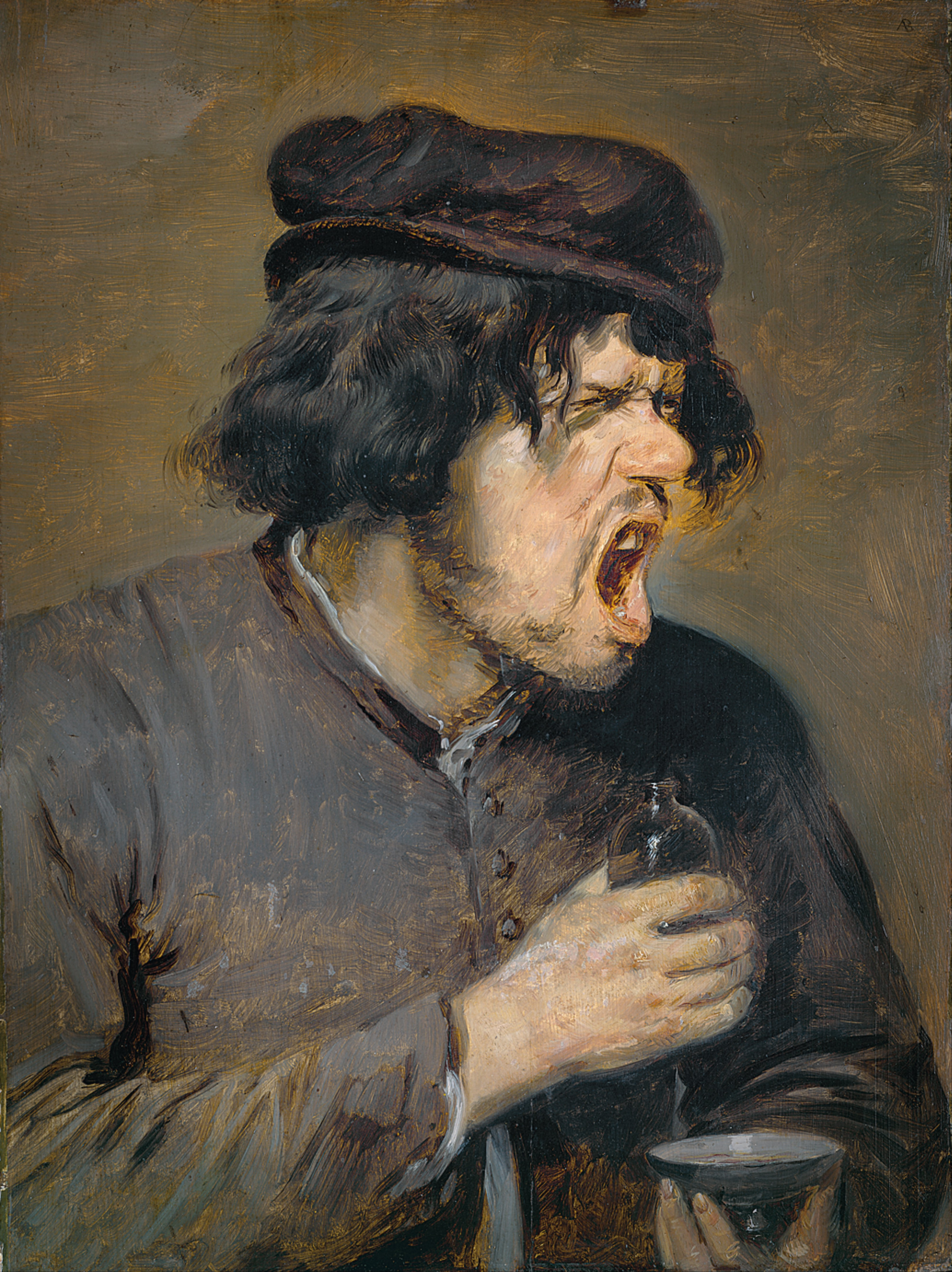
Der bittere Trank von Adriaen Brouwer (Städelsches Kunstinstitut, Frankfurt am Main)

Max Deri weist hingegen die Vermutung zurück, dass die naturalistische Malerei eine positivistische Kunstform sei, die nur die „äußere Natur“ darstelle, also auf Psychologie verzichte. Ihren besten Vertretern wie Rembrandt oder Wilhelm Leibl sei es gelungen, auch die „innere Natur“ sichtbar zu machen.
Weiter geht die Definition von Jost Hermand, der jeden Naturalismus als bewusste Reaktion gegen eine stagnierende oder formal erstarrte, von einer herrschenden Schicht getragene künstlerische Entwicklung versteht, welcher man „die Formlosigkeit der unbeschränkten Wahrheit entgegenzusetzen versucht“. So richtet sich der Naturalismus gegen akademische Konventionen, gegen Klassizismus, Manierismus, aber auch gegen künstlerische und gesellschaftliche Autoritäten insgesamt. Dieser kritische, formzerstörende Impuls kennzeichnete den Naturalismus des 15. Jahrhunderts, der sich mit bäuerlicher Härte gegen den spätgotischen Prunkstil wandte, ebenso wie die kritische Wende des „groben“ flämischen und niederländischen Naturalismus des 17. Jahrhunderts (etwa des frühen Rembrandt oder des „Bauernmalers“ Adriaen Brouwer) mit Darstellungen der Trink- und Tanzorgien der niederen Stände gegen den pathetisch-gekünstelten Manierismus, die naturalistischen Opposition des 18. Jahrhunderts gegen das Rokoko, die sich auf Rousseau berief, oder den Naturalismus der 1880er Jahre, der Front macht gegen das Prunkbedürfnis der Gründerzeit, gegen kulissenhaften „Renaissancismus“ und „Salonstaffage“. Der Naturalismus sei nicht eigentlich stilbildend, sondern lediglich ein kritischer, oft aggressiver, zynischer oder mitleidender Impuls, der das bloß Natürliche über alle ästhetischen Wertfragen stellt. Das führe oft zu karikaturhaften „grotesken Zerrbildern der bisherigen Ideale“.

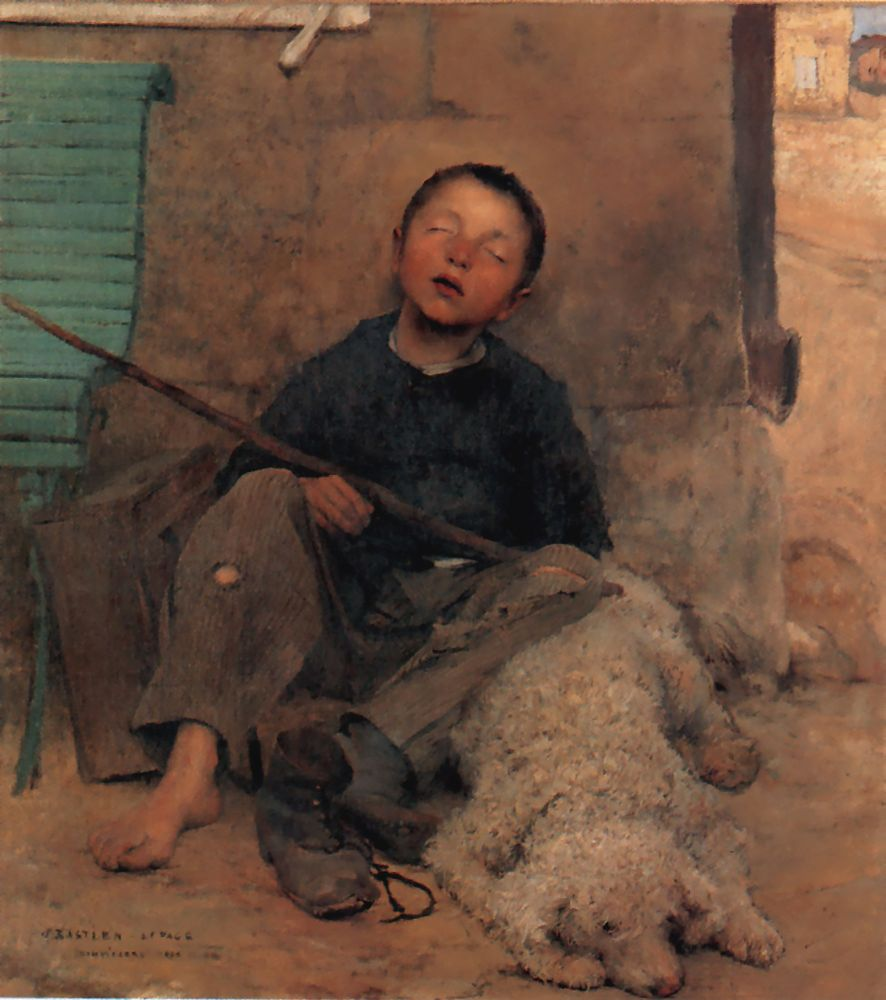
Der kleine eingeschlafene Hausierer von Jules Bastien-Lepage (1882)

Daraus und aus seiner oft engen Milieubindung ergebe sich aber auch die spezifische Enge des Naturalismus: Sein aggressiver Impuls erschöpfe sich nach wenigen Jahren und gehe in eine objektivierende Haltung über, in der die Dinge nur abgespiegelt werden, oder er besinne sich wieder auf die „Formkräfte der Tradition“.

## Definition nach Georg Schmidt

### Darstellungsmittel
Der Kunsthistoriker Georg Schmidt versuchte in einer Zeit der werkimmanenten Interpretation nach dem Zweiten Weltkrieg, den bildnerischen Naturalismus vom Sozialen und Weltanschaulichen zu lösen. So kam er zu relativ zeitunabhängigen Definitionen. Dem Naturalismus komme es nicht auf die „Wahrheit“, sondern auf die „Richtigkeit“ an. Folgende Kriterien seien für ihn bestimmend:

#### Drei Illusionen
- Räumlichkeit (Zentral-, Farb-, Luftperspektive, Schlagschatten usw.)
- Körperlichkeit (Linearperspektive, Schattenmodellierung)
- Stofflichkeit (korrekte Darstellung des Stoffes, Materials usw., haptische Oberflächenbeschaffenheit durch Lichtreflexion)

#### Drei Richtigkeiten
- zeichnerische Richtigkeit (Schärfegrad des Auges)
- anatomische Richtigkeit (Einzel- und Gesamtform)
- farbliche Richtigkeit (Gegenstands-/Lokalfarbe (bei neutralem Licht); Erscheinungsfarbe)

### Naturalismus– Realismus– Idealismus
Ferner versuchte Schmidt, den Begriff Naturalismus von den Begriffen Realismus und Idealismus abzugrenzen. Während der Naturalismus quasi wertfrei nach „äußerer Richtigkeit“ strebe, also nach dem perfekten Abbild, komme es dem Realismus auf „innere Wahrheit“ an, also auf das Wesentliche. Dem Idealismus gehe es um „Erhöhung der Wirklichkeit“, zum Beispiel um Verklärung einer mythologischen Szene, während der Realismus nach „Erkenntnis der Wirklichkeit“ und deren geistiger Durchdringung strebe.
- Realistischer Naturalismus: griechische Klassik, italienische Kunst (14./15. Jahrhundert), deutsche und niederländische Kunst (15. Jahrhundert).
- Realistischer Antinaturalismus: Abbau der einzelnen Elemente des Naturalismus (Spätwerk des Rembrandt van Rijn, Vincent van Gogh, Paul Klee, Pablo Picasso).
- Idealistischer Antinaturalismus: Maya, Inka, archaische/frühchristliche/byzantinische Kunst (frühe Hochkulturen).
- Idealismus:  Effekte und Details ordnen sich der idealistischen Darstellung unter (Johann Wilhelm Schirmer, August Weber)

## Künstler des Naturalismus Ende des 19.Jahrhunderts / Anfang des 20.Jahrhunderts
Die Liste ist in chronologischer Reihenfolge nach den Geburtsdaten der Künstler geordnet.
- August Weber (1817–1873), deutscher Maler des Idealismus
- P. C. Skovgaard (1817–1875), dänischer Maler
- Gustave Courbet (1819–1877), französischer Maler, der in der Realismus/Naturalismus-Debatte eine wichtige Rolle spielt
- Paul Weber (1823–1916), deutscher Maler, zeitweise in den USA tätig
- Constantin Meunier (1831–1905), belgischer Maler und Bildhauer
- Carl Oesterley junior (1839–1930), deutscher Maler
- Jean-Charles Cazin (1841–1901), französischer Maler
- Eugen Bracht (1842–1921), deutscher Maler
- Hans Herrmann (1858–1942), deutscher Maler
- Léon Lhermitte (1844–1925), französischer Maler
- Alfred Philippe Roll (1846–1919), französischer Maler
- Max Liebermann (1847–1935), deutscher Maler
- Jules Bastien-Lepage (1848–1884), französischer Maler
- Per Hasselberg (1850–1894), schwedischer Bildhauer
- Jean-François Raffaëlli (1850–1924), französischer Maler
- Carl Cowen Schirm (1852–1928), deutscher Maler
- Magda Kröner (1854–1935), deutsche Malerin
- Marie Bashkirtseff (1860–1884), russische Malerin
- Arnold Lyongrün (1871–1935), deutscher Maler
- Gari Melchers (1860–1932), US-amerikanischer Maler